# 对唐纳德·特朗普的争议
本条目旨在收录与介绍美国第45任总统唐納·川普相关争议。

## 违反禁令与古巴贸易
美国《新闻周刊》的报导指特朗普的公司秘密地在古巴做生意，打破了美国对古巴的贸易禁运。报道称，该公司于1998年至少在古巴投资6万8千美元。特朗普的发言人凯莉安·康威称该笔钱未付，特朗普本人也反对在古巴做生意。《商业周刊》称特朗普的高级行政人员以一个天主教慈善机构的名义隐藏这些钱的来历，并让该咨询公司的哈瓦那执行看起来名正言顺，与该机构有关。

## 移民政策

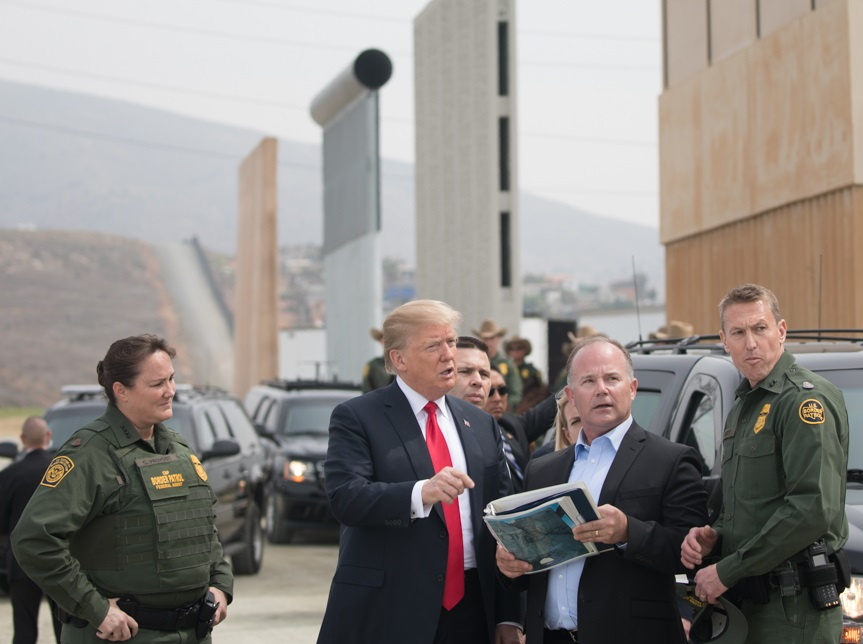
特朗普在加州聖地亞哥視察邊境圍牆

特朗普反對大量非法移民湧入美國，大多媒體人批評他是“反移民”、“反墨西哥移民”。另一方面，特朗普支持高技術合法移民留在美國。在宣布參選總統時，他指責墨西哥非法移民是「強暴犯」，指控墨西哥非法移民帶來毒品和犯罪問題，稱墨西哥非法移美人士多為犯罪者，因而遭到墨西哥及拉丁美洲移民的譴責。
特朗普表示，如果自己當選總統，將擴大規模遣返、取消非法移民孩子的「出生公民權」。按照他的政策，在美國出生的非法移民子女將和父母一起遭驅逐出境。除此之外，特朗普還要在美墨邊境修築高牆，阻止墨西哥偷渡客進入美國。特朗普在談及非法移民的子女時指出：「他們也是無證移民。」
迪克·德賓記得2018年1月11日於椭圆形办公室，特朗普在評論萨尔瓦多、洪都拉斯、海地及非洲國家（英語：African nations）之時講說：“這些屎洞（粪坑）向我們發送他們不想要的人（Those shitholes send us the people that they don't want）”。官方並沒有否認，也有人認為特朗普不是講「shit hole」而是講「shit house」。民主党反駁他，其中柯瑞·布克大發雷霆。
2018年4月，美国司法部长杰夫·塞申斯表示将采取“零容忍”政策，起诉所有非法进入美国的外国籍成年人。美国司法部随即在5月7日正式公布这项政策。非法越境的成年人被关押进监狱，因为儿童不能被关进联邦监狱，至6月已有大约2000名儿童在美国南部边境地区与监护人分开，安置在别处。这种强行将一家人拆散的做法受到外界批评，甚至特朗普夫人梅拉尼娅也表示“痛恨看到孩子与家庭分离”。对此特朗普则表示“美国不会成为一个『移民营』，也不会成为『难民收容所』”。6月20日，在外部巨大壓力下，特朗普簽署行政命令要求执法机构继续对非法越境人员提起刑诉诉讼，但在诉讼期间，允许儿童和他们非法入境的父母关押在一起。
由於特朗普政府对移民采取更严厉的措施，2018年美国移民的净增数字下降至约20万人，比对2017年大降70％以上。
2019年3月，美国以萨尔瓦多、危地马拉和洪都拉斯向美国输送大量的移民为由，宣布停止奥巴马政府时期的法律规定，向这三个国家提供援助，将来只有在采取具体行动以减少移民的情况下才会获得援助。但《今日美国》引述研究人员和政治人物的说法，表示冻结国际援助不仅可能会增加前往美国的移民人数，也会为中俄制造介入南美地区的机会。同年9月，特朗普签署了一项行政命令，授予各州和市政府在2020年6月后可以否决安置难民的权利，引起民主党与共和党的至少美国40个州属表示愿意继续接受难民。在2019年度，当时约有30,000名难民在美国定居。但是，得克萨斯州共和党州长格雷格·阿伯特于2020年1月向美国国务院致信支持这项决定，宣布该州将不会再接受新难民。格雷格·阿伯特表示，得克萨斯州在协助难民重新安置的过程超过其应有的贡献，要求政府在关注难民的同时，也要照顾得克萨斯人民。他表明：「如果有对难民开放的大门，我是欢迎的，但我知道政治人物必须考虑国家的安全。」「你看下德州这里的无家可归者，然后再看下难民得到的好处，就理解为什么有些人认为这是不公平的」。但他补充说，该决定不代表拒绝任何难民进入美国，但迁移至该州的难民将无法获得联邦福利。
2020年4月22日，特朗普以希望在2019冠狀病毒病美國疫情期间保护美国的工人和工作岗位為由，下令暂停部分移民永久移居美国以及多种外国工人的工作签证申请。6月23日，特朗普宣佈該措施延长到2020年底。

## 限制穆斯林移民
2015年11月19日，共和黨總統參選人特朗普表示，他將要求美國設立伊斯兰教徒（穆斯林）資料庫，強制住在美國的穆斯林登記，方便掌握他們的行蹤。
在2015年圣贝纳迪诺枪击案發生後，特朗普於2015年12月7日表示如果他當選總統，將暫時禁止外國穆斯林進入美國，直至更妥善的安全措施落實為止。川普援引一些「民調」，說那些數據證明「穆斯林人口有相當多數仇恨美國」。他說：「回教律法授權殘暴行事，包括謀殺非信徒，砍頭，以及其他更不可思議的行動，這些行動對美國人構成威脅。」他說，「誰都一眼可見」所有穆斯林都恨美國，「我們不能任由我們的國家受害於那些只相信聖戰，沒有理性也不尊重生命的人」。
白宮副國家安全顧問羅茲說，川普的說法「完全和美國價值相反」，侵犯美國憲法第一條修正案的宗教自由。
特朗普引用美國政府在二次大戰時期拘捕、軟禁甚至驅逐來自軸心國的移民為例子支持自己。
川普後來澄清身為美國公民或在美軍服役的穆斯林不在此限，仍然可以進入美國。特朗普提議的措施是臨時性質，等到有了「更好的甄別方法」就可以終止。
特朗普的提議得到廣大共和黨選民的支持，美國廣播公司新聞與華盛頓郵報進行的一項調查顯示有59%共和黨選民支持禁止外國穆斯林入境，以全國人口計則為36%選民支持禁止外國穆斯林入境。